# New World justicioids
New World justicioids è una denominazione provvisoria per una sottotribù di piante spermatofite dicotiledoni della tribù Justicieae (famiglia delle Acanthaceae).

## Descrizione

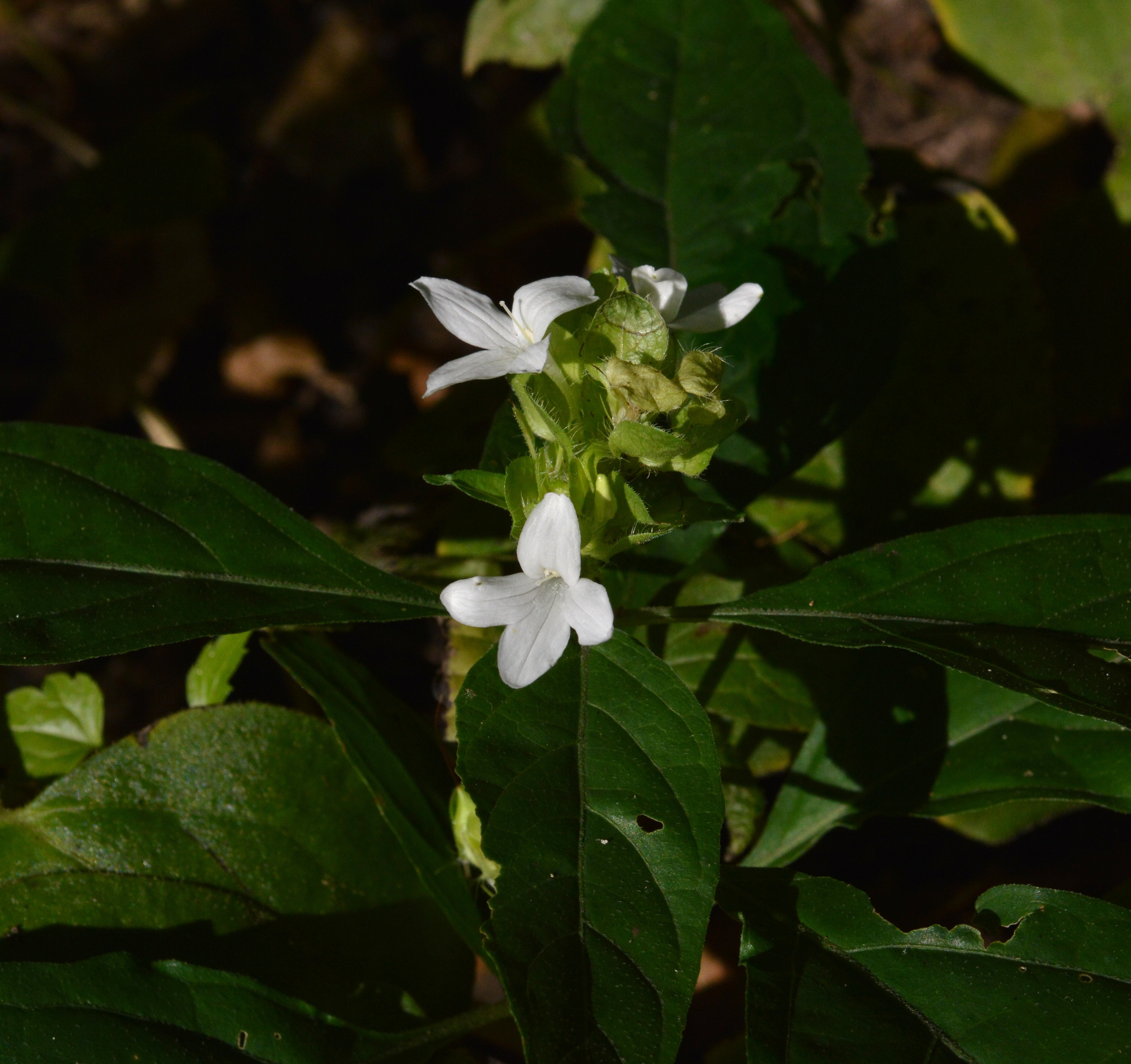
Il portamento
Yeatesia viridiflora

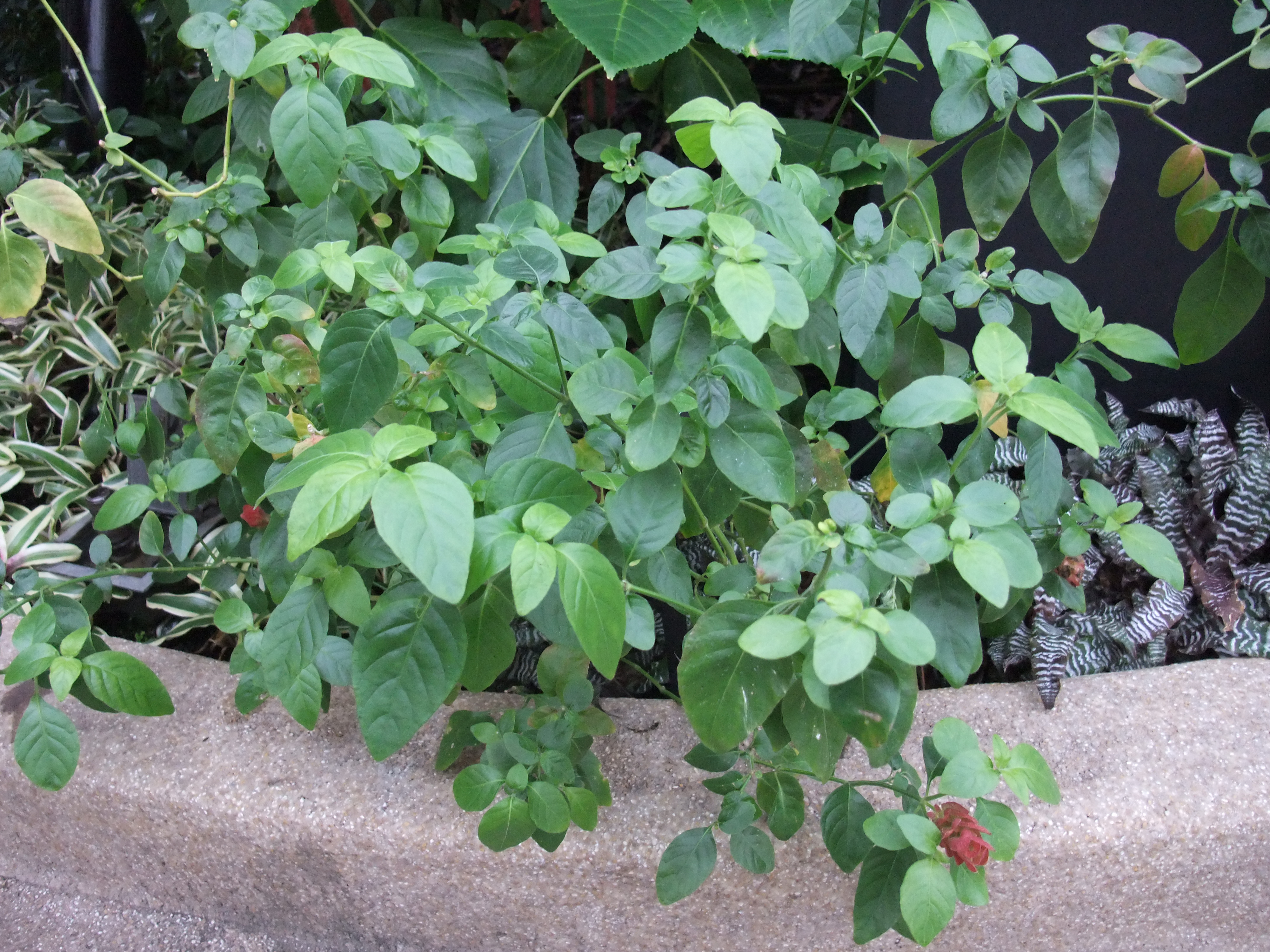
Le foglie
Justicia brandegeeana

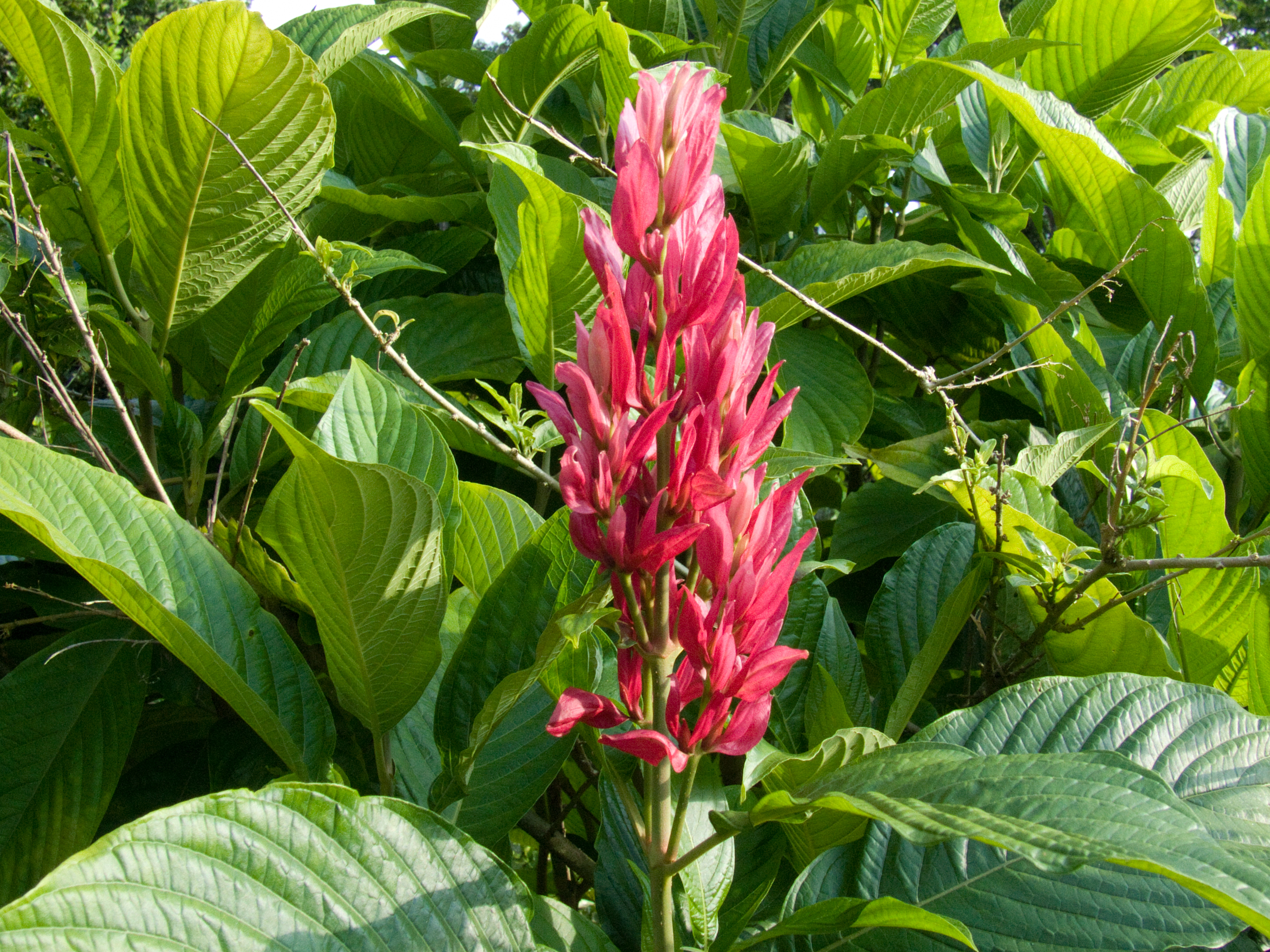
Infiorescenza
Megaskepasma erythrochlamys

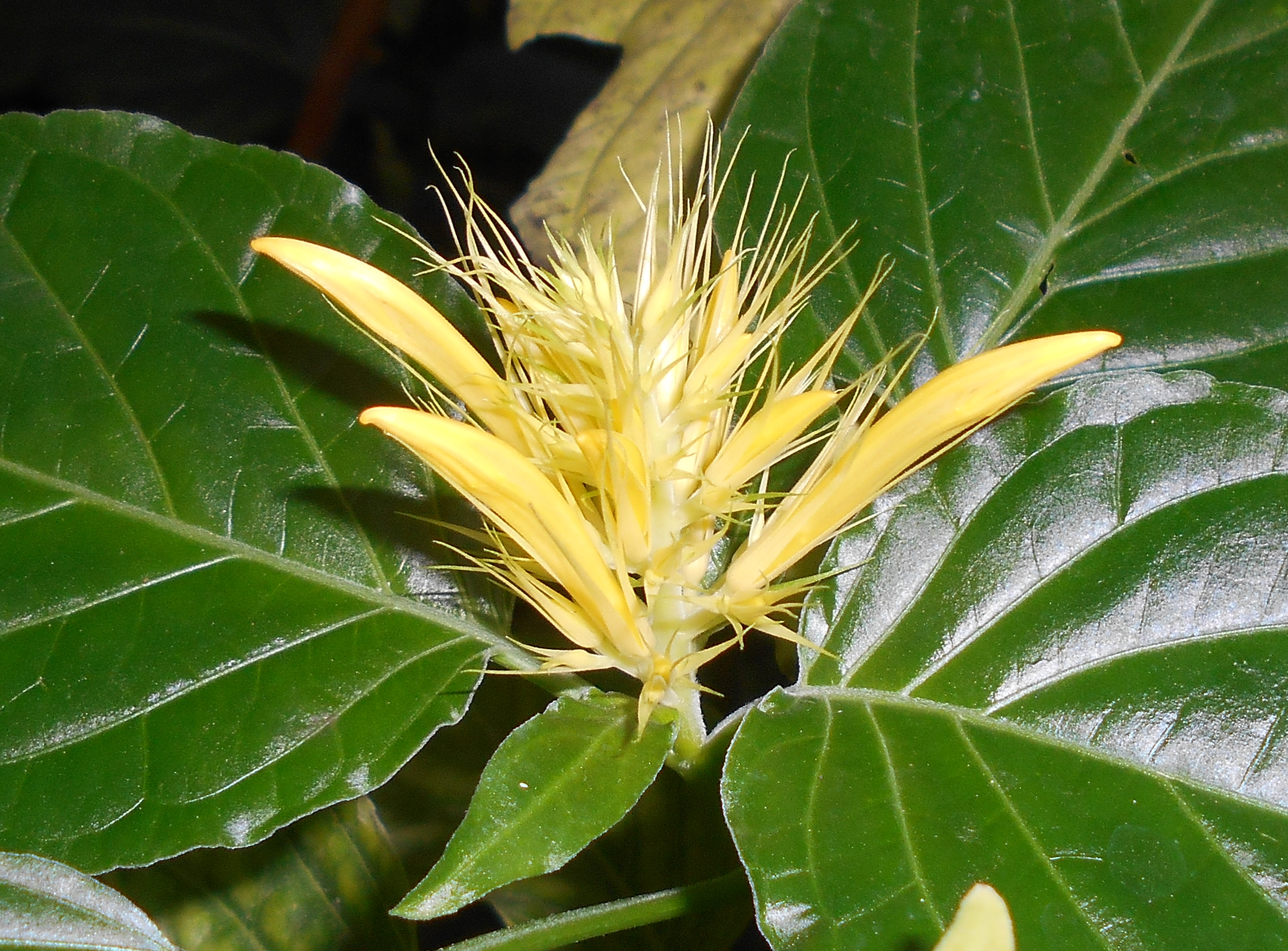
I fiori
Sebastiano-Schaueria calycotricha

- Il portamento delle specie di questo gruppo di piante è erbaceo perenne o arbustivo. Nelle varie parti vegetative sono presenti dei glicosidi fenolici spesso in composti iridoidi, alcaloidi e diterpenoidi; sono presenti inoltre cistoliti. Alcuni fusti hanno una sezione subquadrangolare a causa della presenza di fasci di collenchima posti nei quattro vertici; altrimenti sono più o meno cilindrici.[2][3][4][5][6]
- Le foglie lungo il caule sono disposte in modo opposto. La lamina, sessile o picciolata, ha delle forme intere da lanceolate a ovate con margini sinuosi o leggermente seghettati.
- Le infiorescenze sono terminali del tipo a dicasio con pochi fiori posizionati alle ascelle delle foglie superiori. Se i fiori sono molti si formano delle infiorescenze a racemo o tirso, a volte se sono ramificati le infiorescenze diventano delle pannocchie. Nelle infiorescenze sono presenti sia delle vistose brattee (fogliacee o petaloidi) colorate (con forme da lineari a oblanceolate) che 2 bratteole simili alle brattee o più piccole. In Clistax è presente una sola brattea con forme da spatolate a largamente lanceolate.
- I fiori sono ermafroditi e zigomorfi; sono inoltre tetraciclici (ossia formati da 4 verticilli: calice– corolla – androceo – gineceo) e pentameri (i verticilli del perianzio hanno più o meno 5 elementi ognuno).

- Formula fiorale. Per la famiglia di queste piante viene indicata la seguente formula fiorale:

X, K (5), [C (2+3), A 2+2 o 2] G (2/supero), capsula
- Il calice, gamosepalo, è profondamente da trilobato a pentalobato. I lobi (simili a lacinie) sono uguali o subuguali (calice attinomorfo). La forma dei lobi varia da lineare a triangolare.

- La corolla, gamopetala, è tubolare o a forma di imbuto (a volte il tubo è molto lungo) e termina con due labbra (corolla zigomorfa del tipo bilabiato). Il labbro inferiore è formato da 3 lobi; il labbro superiore ha 2 profondi lobi. Internamente alla corolla è presente un solco. I colori, tra gli altri, sono bianco, viola, verdastro, crema e rosso.

- L'androceo è formato da due stami, adnati alla corolla. Non sono presenti staminoidi. Le antere sono biloculari (con due teche) oppure con una teca (monoteca). Le inserzioni delle teche sono uguali o disuguali con disposizione da parallela a perpendicolare. La base delle teche è speronata e priva di appendici basali. Il polline, a forma prolata o subprolata, è tricolpoporato con 6 aperture ed esina perforata. In particolare in Justicia la vista polare è da oblunga a trigona e delle areole sono presenti adiacenti alle aperture. È presente un disco nettarifero a forma anulare (tetralobato in Poikilacanthus).

- Il gineceo è formato da un ovario supero bicarpellare (a due carpelli connati - ovario sincarpico) e quindi biloculare. La placentazione in generale è assile. Ogni loggia può contenere 2 ovuli. Gli ovuli possono essere anatropi o campilotropi con un solo tegumento e sono inoltre tenuinucellati (con la nocella, stadio primordiale dell'ovulo, ridotta a poche cellule). Lo stilo è uno con un solo stigma leggermente bilobo.

- I frutti sono delle capsule con un gambo basale sterile e una testa fertile più o meno clavata. Ogni capsula contiene 2 - 4 semi. Questi hanno delle forme da compresse a sferiche con apice da arrotondato a acuto e base da troncata a cordata. La deiscenza dei frutti è elastica (derivata dalla particolare placentazione dell'ovario). Il funicolo è persistente (il retinacolo è uncinato). L'endosperma è scarso o assente.

## Riproduzione
- Impollinazione: l'impollinazione avviene tramite insetti (impollinazione entomogama) quali api, vespe, falene e farfalle, mentre ai tropici anche tramite uccelli quali colibrì (impollinazione ornitogama).[3][4]
- Riproduzione: la fecondazione avviene fondamentalmente tramite l'impollinazione dei fiori (vedi sopra).
- Dispersione: i semi cadendo (dopo aver eventualmente percorso alcuni metri a causa del vento - dispersione anemocora) a terra sono dispersi soprattutto da insetti tipo formiche (disseminazione mirmecoria). Sono possibili anche dispersioni tramite animali (disseminazione zoocora).

## Distribuzione e habitat
La distribuzione di questo gruppo è unicamente americana e relativa alle zone tropicali o temperato-calde di questo continente.

## Tassonomia
La famiglia Acanthaceae comprende 208 generi con oltre 4.500 specie. È soprattutto una famiglia con specie a distribuzione tropicale o subtropicale molte delle quali sono usate come piante ornamentali.  Dal punto di vista tassonomico la famiglia è suddivisa in 4 sottofamiglie (compreso il recente inserimento delle Avicennioideae); il gruppo di questa voce appartiene alla sottofamiglia Acanthoideae (tribù Justicieae) caratterizzata soprattutto dalla presenza di cistoliti nelle foglie.

### Filogenesi

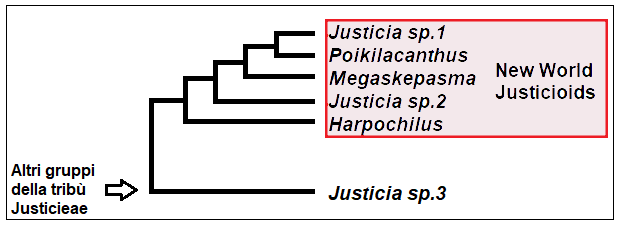
Cladogramma del gruppo

Questo gruppo è monofiletico; rappresenta il "core" della tribù Justicieae e risulta "gruppo fratello" della sottotribù Diclipterinae. Questi due gruppi insieme sono "gruppo fratello" dell'altro gruppo parafiletico di "Old World justicioids. All'interno del gruppo tutti i generi sono monofiletici ad eccezione del grande genere Jusiticia.
Questo gruppo è caratterizzato dalla tendenza ad una maggiore complessità della morfologia e dell'ornamentazione in confronto alle altre sezioni della tribù. Le teche sono di solito inserite ad altezze diverse su filamenti non perfettamente paralleli; le appendici basali delle stesse assumono varie forme e dimensioni. Caratteristico è inoltre il solco interno del labbro superiore della corolla. Durante l'antesi lo stilo si insinua in questa piega, e a volte si adatta così bene che è necessario un certo sforzo per spostarlo.
Il cladogramma a lato tratto dallo studio citato e semplificato (comprende solamente alcuni generi), mostra l'attuale conoscenza filogenetica del gruppo botanico di questa voce.

### Composizione del gruppo
Questo gruppo informale si compone di 8 generi e circa 400 specie:
| Genere                             | Specie                                                             | Distribuzione                              |
| ---------------------------------- | ------------------------------------------------------------------ | ------------------------------------------ |
| Aphanosperma T.F. Daniel, 1988 (2) | Una specie: Aphanosperma sinaloensis (Leonard & Gentry) T.F.Daniel | Messico                                    |
| Clistax Mart., 1829                | 2                                                                  | Brasile                                    |
| Harpochilus Nees, 1847             | 3                                                                  | Brasile                                    |
| Justicia L., 1753                  | circa 400 (1)                                                      | America (aree tropicali e temperato-calde) |
| Megaskepasma Lindau, 1897          | Una specie: Megaskepasma erythrochlamys Lindau                     | Venezuela                                  |
| Poikilacanthus Lindau, 1893        | 6                                                                  | America tropicale                          |
| Sebastiano-Schaueria Nees, 1847    | circa 3                                                            | Brasile                                    |
| Yeatesia Small, 1896 (2)           | 3                                                                  | USA e Messico                              |

Note: 
- (1): attualmente il genere Justicia è parafiletico e comprende specie distribuite sia nel Nuovo Mondo che nel Vecchio Mondo.[18]
- (2): successive ricerche[19] dimostrano che i generi Aphanosperma e Yeatesia dovrebbero essere descritti all'interno del gruppo Tetramerium lineage.
- I generi Chaetochlamys Lindau, Chaetothylax Nees, Neohallia Hemsl. e Tabascina Baill. inclusi da alcuni Autori[18] nel presente gruppo, sono considerati sinonimi del genere Justicia in altre checklist.[15]

## Alcune specie

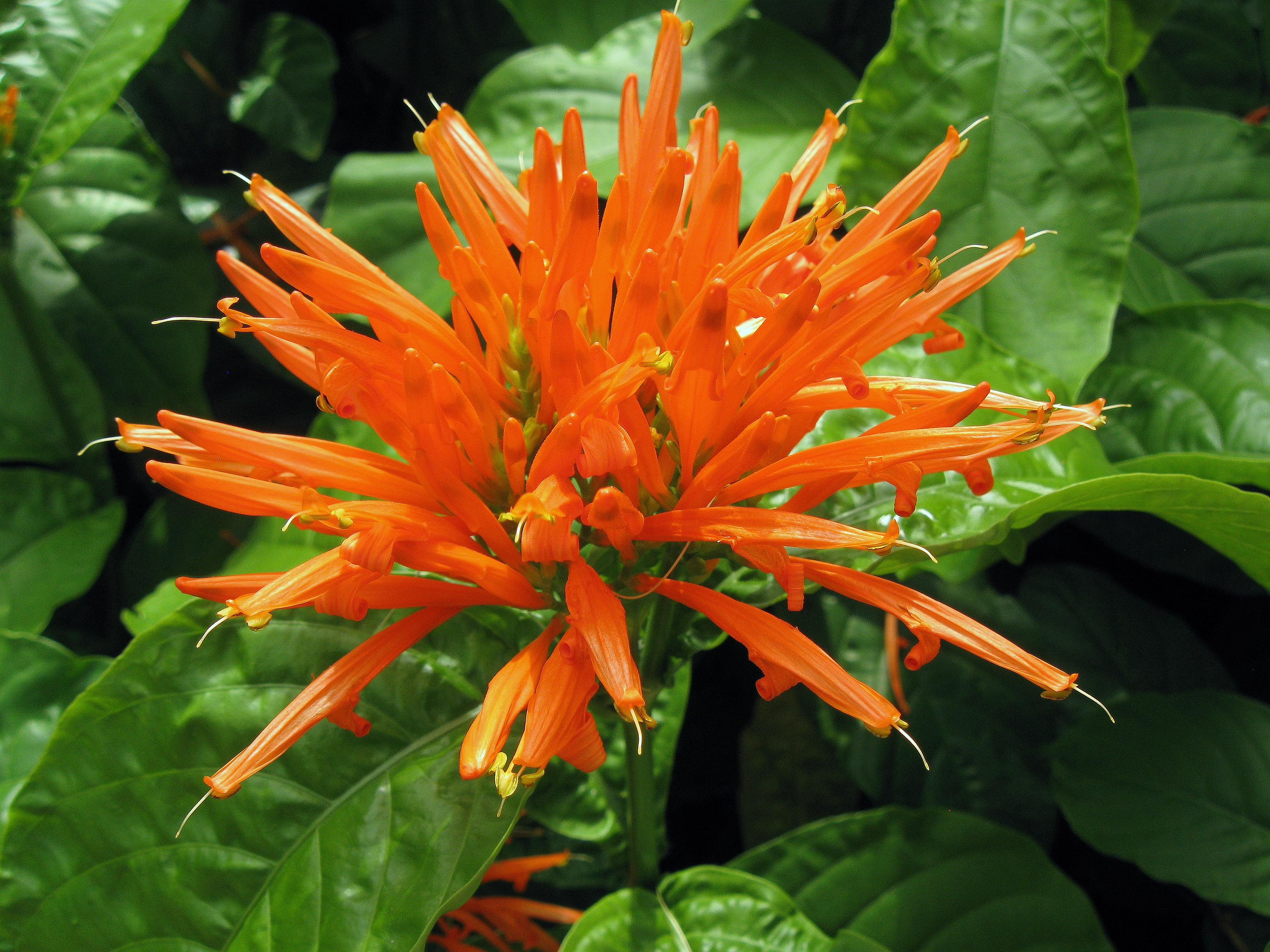
Justicia spicigera
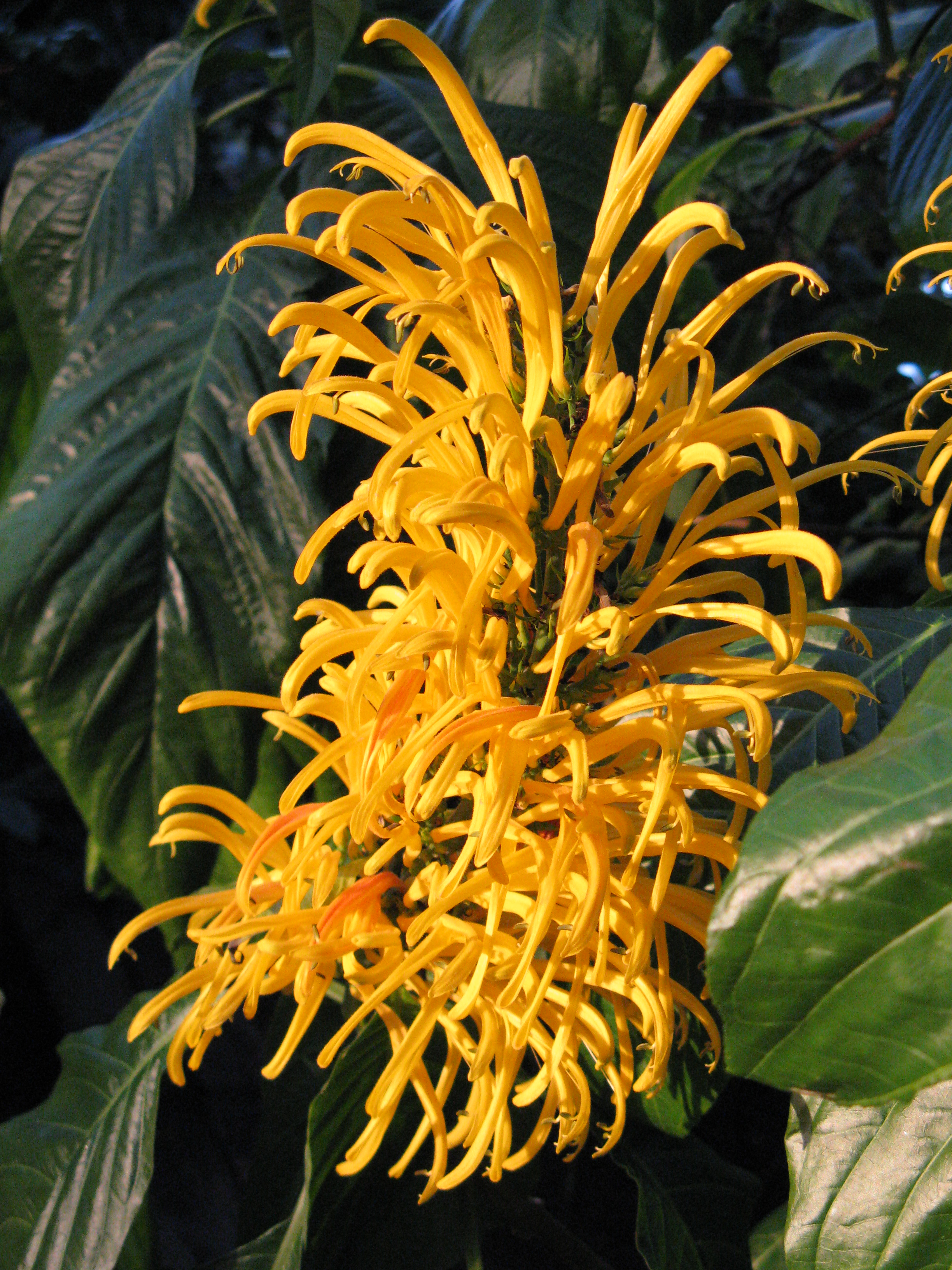
Justicia aurea
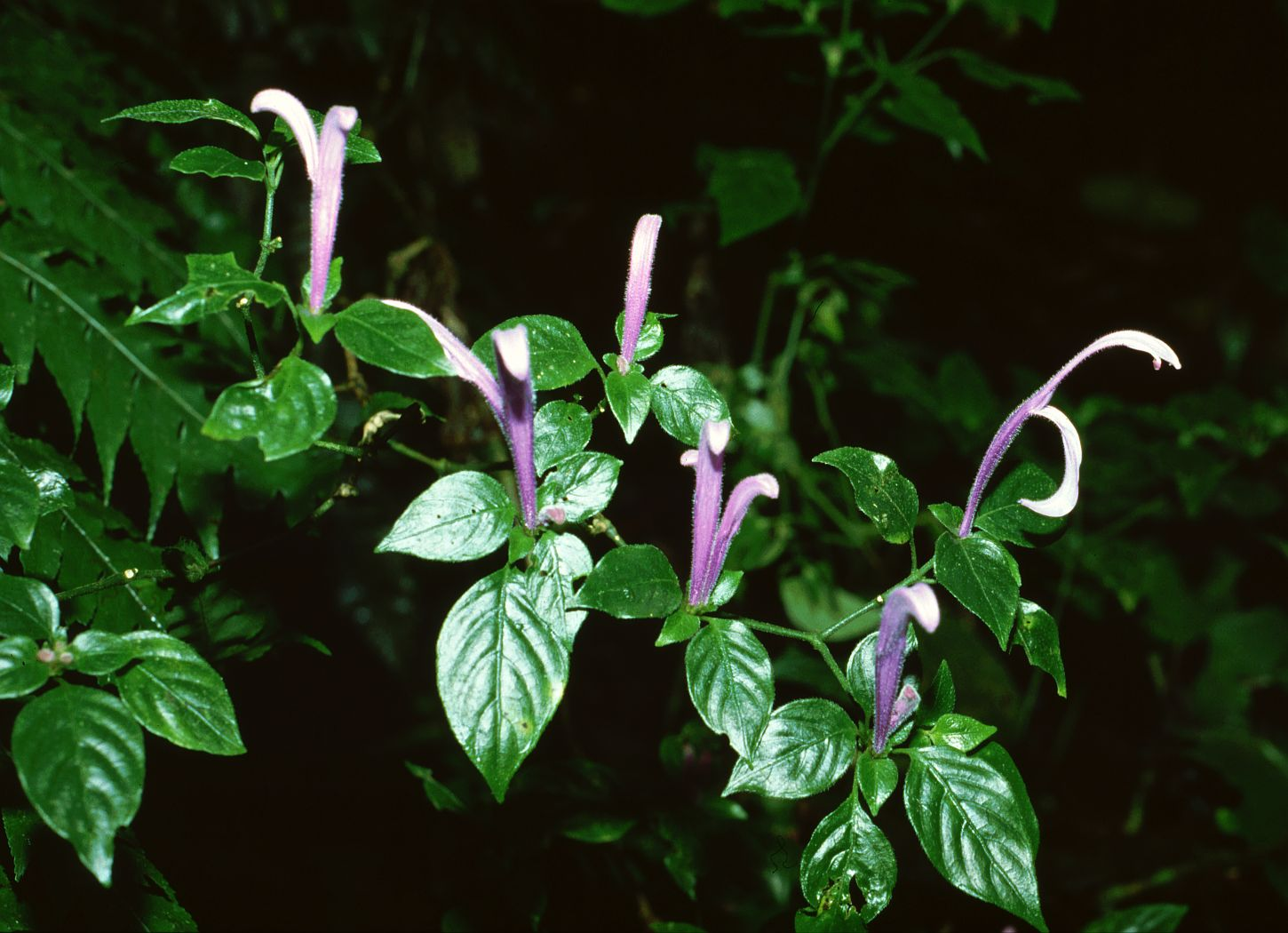
Poikilacanthus macranthus
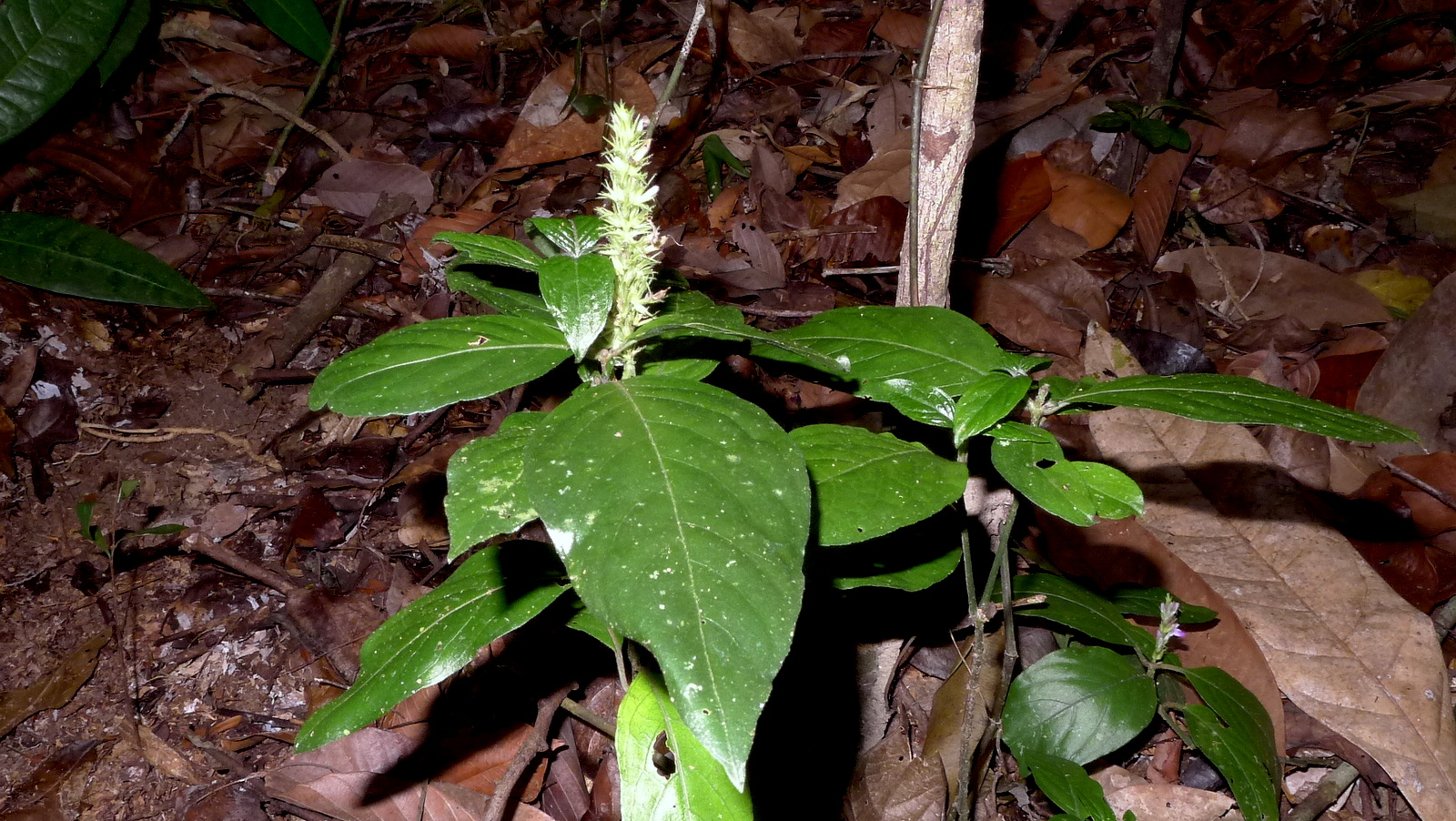
Sebastiano-Schaueria hirsuta
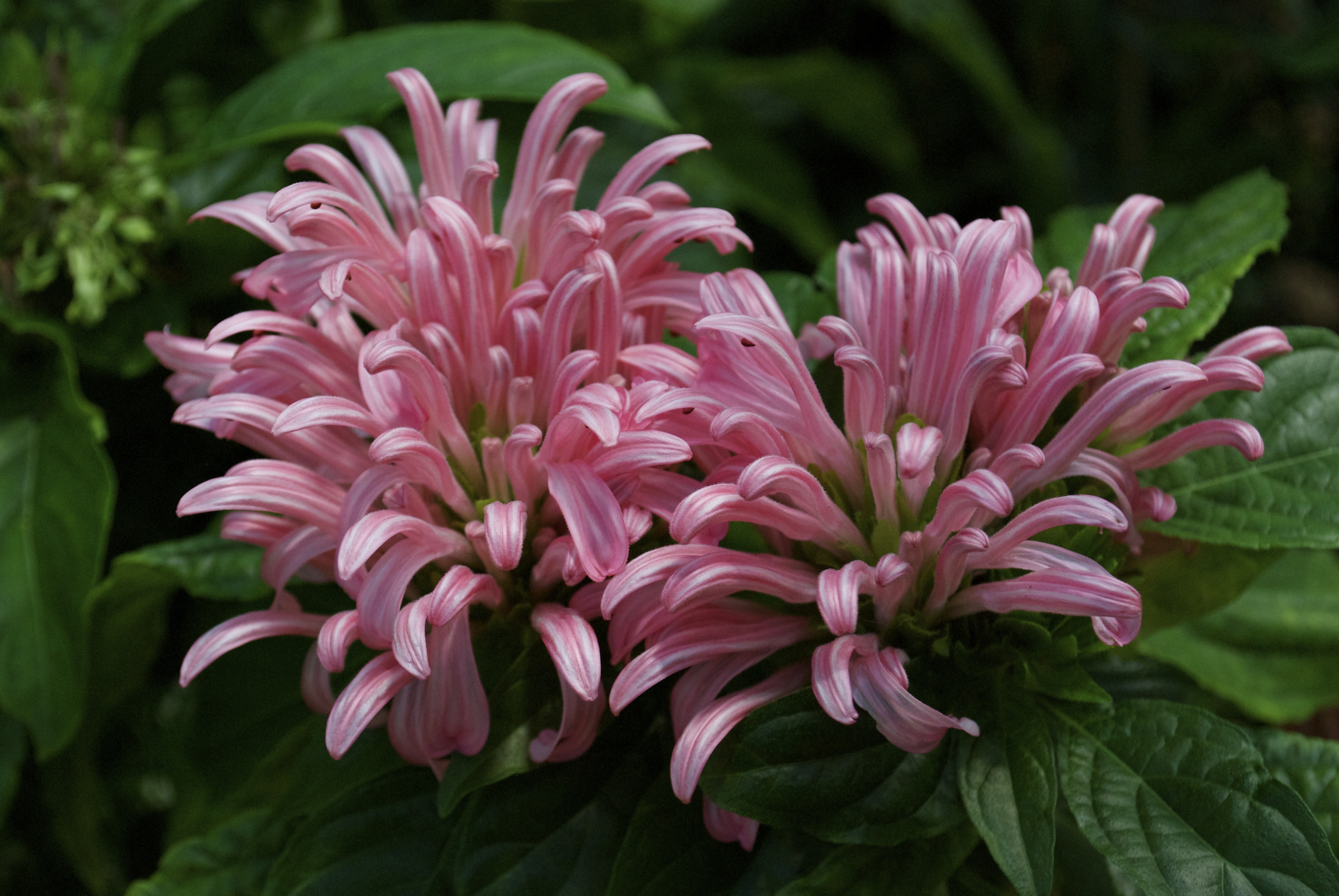
Justicia carnea